# 방콕 세관
방콕 세관은 방콕의 이전 세관 건물은 1888년에 지어진 역사적인 건물이다. 방콕 세관은 요아힘 그라시(Joachim Grassi)에 의해 설계되었다. 팔라디안 양식으로 지어진 이 건물은 쭐랄롱꼰(라마 5세) 치하의 시암(태국의 옛이름) 현대화 기간 동안 공공건물에서 서양 건축물을 널리 사용한 좋은 예다. 이 건물은 방락 구 짜오프라야강 동쪽의 소이 샤로엔 크룽 36에 위치하고 있으며 상징적으로 나라의 관문으로 여겨졌다. 세관은 1949년 흐롱토에이항으로 이전했고, 이후 이 건물은 방락소방서 직원들의 거주지로 사용하게 되었다. 그 이후로 건물은 많이 악화되었고, 복원에 대한 여러 가지 계획이 제안되었지만, 아무도 결실을 맺지 못했다. 2005년 부동산 컨소시엄인 자연파크는 재무부로부터 아만리조트 호텔로서 그 부지를 개조하는 데 30년 동안 양보했다. 그러나, 그 이후 10년 동안, 이전 세입자들의 이전이 어려웠기 때문에, 아무런 개발도 일어나지 않았다. 주민들은 결국 2016년 초 이사했고, 재무부는 2017년 이 사업이 자연파크의 후계자인 U시티 회사 산하로 추진될 것임을 확인했다.

## 같이 보기
- 태국 관세청
- 태국의 정부부처
- 서울본부세관
- 대한민국 관세청
- 방콕